# Andreas Babler

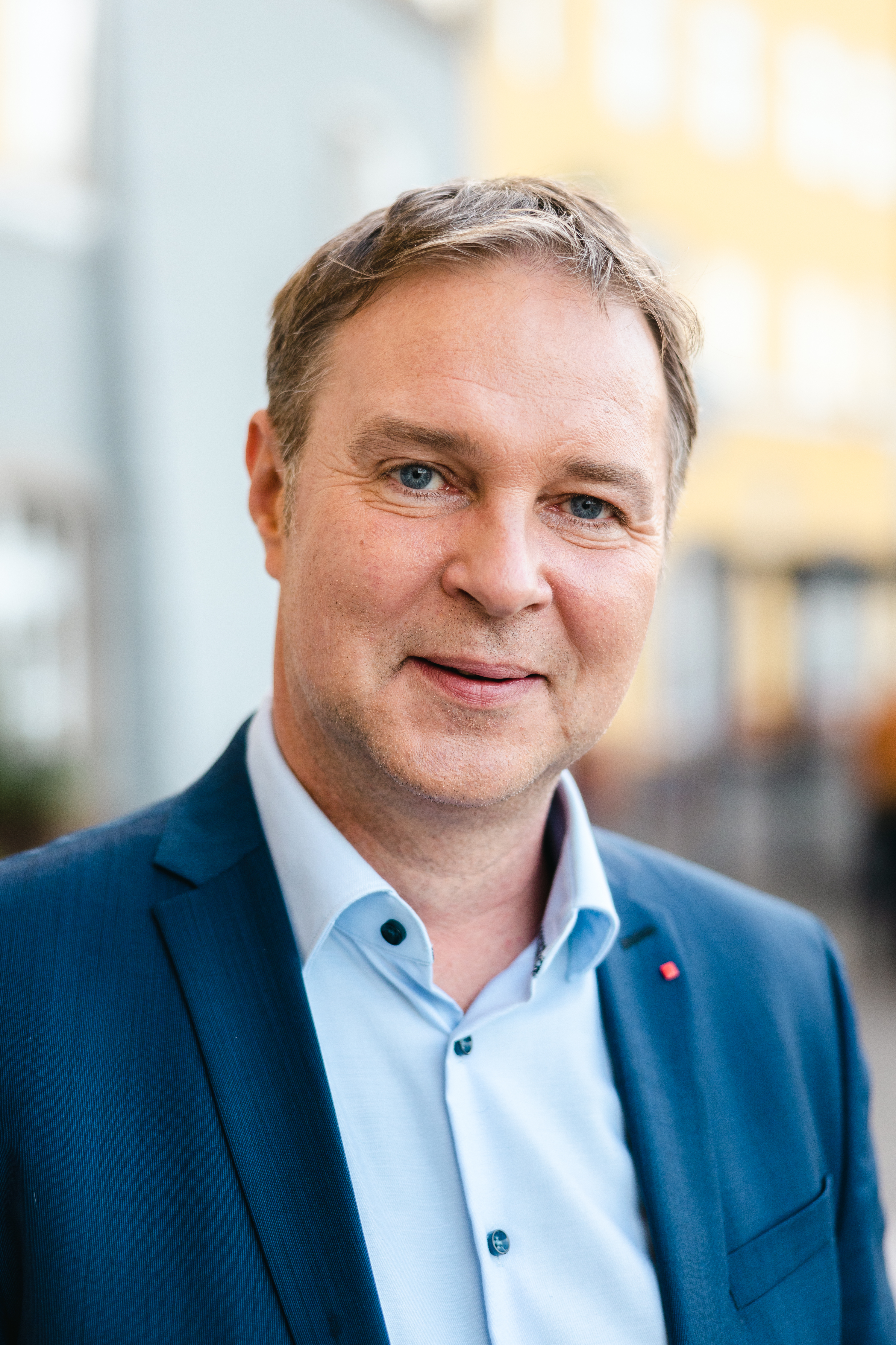
Andreas Babler (2023)

Andreas „Andi“ Babler (geboren am 25. Februar 1973 in Mödling) ist ein österreichischer Politiker der Sozialdemokratischen Partei Österreichs (SPÖ). Seit 3. März 2025 ist er Vizekanzler der Republik Österreich und Bundesminister für Wohnen, Kunst, Kultur, Medien und Sport in der Bundesregierung Stocker. Seit 6. Juni 2023 ist er Bundesparteivorsitzender der Sozialdemokratischen Partei Österreichs und war von 24. Oktober 2024 bis 3. März 2025 Abgeordneter zum Nationalrat, wo er als Klubobmann des SPÖ-Parlamentsklubs fungierte. Von 2014 bis 2024 war er Bürgermeister der Stadtgemeinde Traiskirchen und von März 2023 bis Oktober 2024 Mitglied des Bundesrats.

## Leben
Babler wuchs in einer Semperit-Arbeiterfamilie im Traiskirchner Stadtteil Möllersdorf auf. Er besuchte die Höhere Technische Lehranstalt in Mödling (ohne Maturaabschluss) und arbeitete dann im Maschinenbau und als Lagerarbeiter. Nach dem Präsenzdienst und einem Jahr als Zeitsoldat (1993–1994) wurde Babler Landessekretär der Sozialistischen Jugend Österreich (SJÖ) in Niederösterreich und stieg 1996 zum SJ-Bundessekretär auf. Danach arbeitete Babler ab 2001 als Schichtarbeiter und Schichtführer in einer Mineralwasserproduktion. Später war er Gemeindebediensteter der Stadt Traiskirchen und wurde 2014 dort zum Bürgermeister gewählt. Im Rahmen einer Weiterbildung schloss er den berufsbegleitenden Lehrgang Politische Kommunikation an der Universität für Weiterbildung Krems nach vier Semestern ab. Seine Abschlussarbeit verfasste er zu Medien, Strategien und Kommunikation in Arbeitskämpfen am Beispiel der Semperit Traiskirchen.
1997 lernte er seine spätere Frau Karin Blum kennen. Die gebürtige Vorarlbergerin wurde 2005 zur ersten sozialistischen Vorsitzenden in der Geschichte der Österreichischen Hochschülerschaft (ÖH) in Innsbruck gewählt. Sie ist Stadtparteivorsitzende der SPÖ Traiskirchen und seit 2020 dort auch Gemeinderätin. Sie heirateten 2009 und haben eine Tochter.

## Politische Karriere
Babler trat 1989 der SJÖ bei, wurde bald Landessekretär der SJ Niederösterreich, dann Bundessekretär und in weiterer Folge Vizepräsident der Internationalen Union der Sozialistischen Jugend (IUSY). Er galt als Vertreter des linken Flügels der Sozialistischen Jugend und unterstützte das Konzept des Staatsmonopolistischen Kapitalismus (Stamokap).
Ab 1995 war er Mitglied des Gemeinderats von Traiskirchen. In dieser Funktion kritisierte er 1996 in einem polemischen Artikel die Römisch-katholische Kirche heftig und rief unter anderem mit folgenden Sätzen zum Entfernen von Schulkreuzen auf: „Wenn’s euch stört, nehmt es ab! Handschuhe verwenden – Ansteckungsgefahr. Nicht im Klassenzimmer verbrennen – schlechte Luft, eventuell giftige Gase.“ Auf diesen Artikel angesprochen, bezeichnete Babler diesen im Jahr 2023 als Satire. Im Jahr 2007 wurde er schließlich Stadtrat und im April 2014 Bürgermeister von Traiskirchen. Bei seiner ersten Wahl holte er bei einer Wahlbeteiligung von 59,77 Prozent das beste Wahlergebnis für die SPÖ in Traiskirchen seit 1945: 73,1 Prozent.
Überregional erlangte er im Zuge der Flüchtlingskrise in Europa 2015/2016 Bekanntheit. Als Bürgermeister von Traiskirchen kritisierte er die Asylpolitik der damaligen Innenministerin Johanna Mikl-Leitner. Im August 2014 berichtete die Neue Zürcher Zeitung über die Missstände im Asyl-Erstaufnahmezentrum Traiskirchen und zitierte Babler indirekt: „Angesichts von 8,5 Millionen Einwohnern und weit über 100 Millionen Nächtigungen jährlich im Tourismusbereich sei die Zahl von 25.000 Flüchtlingen, die sich derzeit in der sogenannten Grundversorgung befinden, gering. Da werde aus politischen Gründen ein Schauspiel betrieben, erklärt er im Gespräch. Allerdings sei das Lager in Traiskirchen schlicht zu groß, und die politische Vereinbarung werde permanent gebrochen.“ Am 30. Mai 2015 erließ er einen feuerpolizeilichen Bescheid, dass innerhalb von vier Tagen die Flüchtlingszahl im Flüchtlingslager Traiskirchen auf 1400 verringert werden muss. Am 9. Juni 2015 organisierte er unter dem Motto „Flüchtlinge menschlich unterbringen – Massenlager abschaffen“ eine Protestkundgebung der Traiskirchner Bevölkerung gegen die Asylpolitik Mikl-Leitners vor dem Innenministerium in Wien. Er kritisierte die Flüchtlingspolitik der Bundesregierung auch noch danach.
Im Juni 2015 gründete er unter anderem mit Vertretern der Volkshilfe, des Bundes Sozialistischer Freiheitskämpfer und der Sozialistischen Jugend die parteiinterne Initiative Kompass, die der Organisierung des linken Flügels innerhalb der SPÖ dienen sollte.
Im April 2018 wurde Babler zu einem der Vizepräsidenten des Verbandes sozialdemokratischer Gemeindevertreter in Niederösterreich gewählt.
Am 29. Jänner 2023, bei der Landtagswahl in Niederösterreich 2023, führte Babler vom letzten Landeslistenplatz aus einen Vorzugsstimmenwahlkampf. Dabei erreichte er mit 21.000 Vorzugsstimmen die zweitmeisten auf der SPÖ-Landesliste hinter dem SPÖ-Spitzenkandidaten und Landesparteichef Franz Schnabl und die viertmeisten insgesamt. Außerdem gewann die SPÖ entgegen dem Landestrend in Traiskirchen 3,81 Prozentpunkte hinzu. Nach der Wahl zog er am 14. April 2023 in den Bundesrat ein, und es wurde angekündigt, dass er Vorsitzender einer Reformkommission innerhalb der SPÖ Niederösterreich werde. Im Wahlkampf kündigte er an, dass er seine Bezüge als Bundesrat vollständig an soziale Einrichtungen spenden werde.

### Wahl zum SPÖ-Vorsitzenden
Am 23. März 2023 verkündete Babler, bei der SPÖ-Mitgliederbefragung vom 24. April bis zum 10. Mai 2023 teilzunehmen und für den SPÖ-Bundesparteivorsitz zu kandidieren. Babler meinte, die Mitgliederbefragung sei „in Hinterzimmern vergurkt“ worden und es würde eine unbelastete Alternative zu den beiden Streitparteien in der SPÖ brauchen. Er war neben der amtierenden Bundesparteivorsitzenden Pamela Rendi-Wagner und dem burgenländischen Landeshauptmann Hans Peter Doskozil einer von drei Kandidaten. Am 22. Mai 2023 wurde das offizielle Ergebnis verkündet: Hans Peter Doskozil (33,68 Prozent), Andreas Babler (31,51 Prozent) und Pamela Rendi-Wagner (31,35 Prozent) – womit der Bürgermeister von Traiskirchen den zweiten Platz hinter dem burgenländischen Landeshauptmann und vor der amtierenden Bundesvorsitzenden erreichte. Bereits diese Entscheidung wurde von Spekulationen rund um ungültig erklärte Stimmen für Pamela Rendi-Wagner begleitet, die sie auf Platz 2 gebracht hätten. Seine Kampagne zeichnete sich durch eine breite Online-Unterstützung und die der Parteijugend aus. Eine Analyse des Kommunikationsexperten Roland Puck zeigt, dass Babler mit seinen Social-Media-Kanälen zwischenzeitlich mehr Personen erreichte als der Bundespräsident und der Bundeskanzler zusammen.
Nach dem knappen Ergebnis der drei Kandidaturen bei der Mitgliederbefragung und hitzigen Gremiensitzungen entschied sich die Führung der SPÖ, beim ursprünglichen Plan zu bleiben und über den Vorsitz nur die 609 Delegierten des Parteitages am 3. Juni in Linz entscheiden zu lassen. Bablers Vorschlag nach einer entscheidenden Stichwahl durch alle 148.000 SPÖ-Mitglieder wurde vom roten Parteivorstand knapp mit 22:25 abgelehnt.
Am 3. Juni, beim außerordentlichen Parteitag in Linz, wurde als Abstimmungsergebnis der Wahl zum Bundesparteivorsitz zunächst bekanntgegeben, dass Hans Peter Doskozil 316 und Andreas Babler 279 Stimmen erzielt hätten. Am 5. Juni 2023 wurde jedoch bekannt, dass die Stimmen am Parteitag durch einen Eingabefehler in eine Excel-Tabelle irrtümlich vertauscht worden waren und stattdessen Andreas Babler die Abstimmung mit 317 Stimmen (52,66 Prozent) zu 280 Stimmen (46,51 Prozent) gegen Hans Peter Doskozil gewonnen hatte, bei 5 Enthaltungen (0,83 Prozent).
Dieses Ergebnis wurde am 6. Juni 2023, nach erneuter Auszählung durch die Wahlkommission und einen Notar, von der nun neu gewählten Wahlkommissionssprecherin via Pressekonferenz bestätigt. Andreas Babler nahm in einer darauffolgenden Pressekonferenz die Wahl an und wurde damit offiziell als neuer SPÖ-Bundesparteivorsitzender gewählt und bestätigt. Er ist der 13. Bundesparteivorsitzende in der Geschichte der SPÖ. Am 11. November 2023 wurde er am SPÖ-Parteitag mit 88,76 Prozent der Delegiertenstimmen als SPÖ-Vorsitzender bestätigt.
Vor Beginn der XXVIII. Gesetzgebungsperiode des Nationalrats wurde er am 23. Oktober 2024 mit rund 86 Prozent der Stimmen zum Klubobmann des SPÖ-Parlamentsklubs gewählt. Mit dem Wechsel vom Bundesrat in den Nationalrat am 24. Oktober 2024 trat er als Traiskirchens Bürgermeister zurück. Als Bürgermeisterin folgte ihm Sabrina Divoky nach. Sein Sitz im Bundesrat ging an Martin Peterl. Nach langen Regierungsverhandlungen führte er als Parteiobmann die SPÖ, die eine Koalition mit ÖVP und NEOS bildete, zum ersten Mal seit 2017 zurück in die Bundesregierung. Am 3. März 2025 wurde er von Bundespräsident Alexander Van der Bellen zum Vizekanzler der Republik Österreich als Teil der Bundesregierung Stocker angelobt. Er wird in dieser Gesetzgebungsperiode überdies als Bundesminister die Verantwortung für die Agenden Sport, Wohnen, Kunst und Kultur übernehmen. Mit Bablers Ernennung zum Vizekanzler wurde zum ersten Mal seit 1983 wieder ein SPÖ-Politiker zum Vizekanzler.

## Politische Ausrichtung
Andreas Babler sagte im Mai 2023 im Interview mit der Puls-4-Moderatorin Corinna Milborn in deren Sendung Milborn, auf seine politische Ausrichtung angesprochen: „Ich bin Marxist, ich bin marxistisch orientiert, seit meiner Jugendorganisation“ – aber natürlich sei „Marxist ein hartes Wort manchmal“.
Im anschließenden Interview der Nachrichtensendung ZIB 2 sagte er, darauf angesprochen: „Ich verstehe die Aufregung echt nicht. Marx war einer der Denker, die die Partei geprägt haben und auch das Parteiprogramm noch in vielen Bereichen.“ Er präzisierte aber, dass er sich nicht als Marxist sehen würde, wenn damit Gegebenheiten verbunden wären wie: Aufhebung des Privateigentums, Vergesellschaftung der Produktionsmittel und Diktatur des Proletariats.
Babler ist für eine 32-Stunden-Woche bei vollem Lohnausgleich, ein Privatjetverbot, eine Bodenentsiegelungsquote, eine verpflichtende 50:50 Quote von Frauen und Männern im Parlament, eine Cannabis-Legalisierung, ein Gratis-Öffi-Ticket für Einkommensschwache, kostenloses Mittagessen für Schulen und Kindergärten, eine „Energiegrundsicherung“, eine Energiepreisobergrenze, staatliche Arbeitsplatzgarantien gegen Langzeitarbeitslosigkeit nach dem Modell Gramatneusiedl und Basisdemokratie in der SPÖ.
Babler sprach sich 2011 für die Abschaffung der Wehrpflicht und des Bundesheeres aus und bezeichnete das Bundesheer in einer Presseaussendung als ein „Militärrelikt“, das man nicht mehr weiterbetreiben solle. 2012 trat er entgegen der Parteilinie für die Wehrpflicht beim Bundesheer ein. 2023 gab er an, Befürworter der Wehrpflicht zu sein.
Babler sprach sich wiederholt gegen eine Mitgliedschaft Österreichs in der NATO aus und kritisierte in diesem Zusammenhang die Beteiligung Österreichs an der Allianz WEP 4.
Als sein politisches Vorbild nennt Babler die US-Demokratin Alexandria Ocasio-Cortez.
Im November 2023 kritisierte Babler Alfred Gusenbauers Tätigkeit für die Signa Holding. Auf einer Pressekonferenz am 27. November 2023 antwortete Babler auf die Frage nach innerparteilichen Konsequenzen für Gusenbauer wegen dessen Rolle im Signa-Konzern, dass dies derzeit nicht „auf der größten Tagesordnung“ stünde. Cooling-off-Phasen seien das Erfolgsrezept.
Babler tritt für Erbschafts- und Vermögensteuern und Arbeitszeitverkürzung (32-Stunden-Woche) ein.

## Kritik
In die Kritik geriet Babler, nachdem ihm die niederösterreichische FPÖ im März 2016 vorgeworfen hatte, neben seinen Bezügen als Bürgermeister auch als „Bürgermeister-Sekretär“ der Stadt Traiskirchen ein Gehalt von insgesamt 11.800 Euro zu beziehen. Dazu kamen laut Medienberichten noch „Repräsentationsspesen“ von insgesamt 18.790,35 Euro. Öffentlich bekannt wurde diese Doppelfunktion Bablers erst durch seine Ankündigung, die zusätzliche Anstellung aufzugeben, was er später auch tat.
Im Dezember 2020 war Babler zu Gast im Video-Podcast von PR-Berater Rudolf Fußi und Natascha Strobl, in dem er sich ausführlich zur EU äußerte. Vor allem die Aussagen, dass die EU das „aggressivste außenpolitische militärische Bündnis, das es je gegeben hat“ und in der Doktrin „schlimmer als die NATO“ sei, wurden 2023 medial kritisch aufgenommen. Im Mai 2023 sagte Babler in einem Interview zum Wahlkampf um den Bundesparteivorsitz der SPÖ allerdings, dass er keinesfalls einen EU-Austritt Österreichs anstrebe: „Ich bin davon überzeugt, dass ein Austritt aus der Union uns keinesfalls mehr sozialen Handlungsspielraum bringt.“ Außerdem sehe er „als Internationalist […] keine Perspektive in einem Rückfall auf rein nationales Denken“. Er befürworte aber eine Reform der EU-Institutionen und befinde sich „in guter Gesellschaft mit vielen sozialdemokratischen Regierungschefs“.
Aufgrund Bablers Aussagen zu seinen politischen Positionen stellte der ehemalige dritte Landtagspräsident und Klubobmann der SPÖ Niederösterreich Alfredo Rosenmaier im Juni 2023 seine Parteimitgliedschaft mit den Worten ruhend, dass er keinen „bekennenden Kommunisten“ an der Spitze der Bewegung akzeptieren könne und werde. Auch der Klubchef der SPÖ Innsbruck, Helmut Buchacher, kündigte seinen Austritt aus der Partei an. Buchacher war in der SPÖ Innsbruck jedoch lange vor Bablers Kandidatur heftig umstritten und kam einem drohenden Parteiausschlussverfahren zuvor.